# Air and Space Operations Centre
Das Air and Space Operations Centre (ASOC) war das Weltraumoperationszentrum der Luftwaffe der Bundeswehr in Uedem in der Luftverteidigungs-Anlage Uedem. Es ist dem Kommando Luftwaffe und dem Zentrum Luftoperationen unterstellt. Das ASOC wurde am 21. September 2020 von der Verteidigungsministerin Annegret Kramp-Karrenbauer in Uedem eingeweiht.

## Auftrag
Anders als andere Weltraumstreitkräfte wie zum Beispiel die US-Space Force, soll das Air and Space Operations Centre keine eigene Teilstreitkraft werden. Bisher war die Luftwaffe, besonders das Weltraumlagezentrum, von Daten der USA abhängig, daher wollte die Bundeswehr mit der Gründung des ASOC's eigenständiger werden. Abteilungen wie dem Nationalen Lage- und Führungszentrum für Sicherheit im Luftraum, dem Zentrum Weltraumoperationen und das Air Intelligence Centre sollen zukünftig zum ASOC eingegliedert werden. Laut der Bundeswehr ist die Erweiterung in den Weltraum nötig, da „die Menge an Satelliten und des Weltraumschrotts, der durch deren Start und Nutzung erzeugt wird, vor allem durch die geplanten Aktivitäten ziviler Betreiber, im gleichen Zeitraum in beispielloser Weise zunehmen wird.“ Des Weiteren müsse verhindert werden, dass Feinde Satelliten beschädigen oder zerstören. Annegret Kramp-Karrenbauer betonte:

„Die Frage der Sicherheit, die gewährleistet werden muss, muss um die Dimension Weltraum mit bedacht werden. Wir spielen hier eine gute Rolle und haben gute Kompetenzen in Deutschland. Diese Fähigkeiten bringen wir insbesondere bei unsere NATO-Partnern mit ein.“

## Aufgaben
- Satelliten vor Störungen und Angriffen schützen
- Objekte beobachten die für die Bevölkerung zur Gefahr werden könnten
- Objekte wie zum Beispiel Weltraummüll katalogisieren
- Weltraumoperationen planen und führen
- Betrieb von eigenen Satelliten

## Ausrüstung
Bisher ist bekannt, dass die Bundeswehr zwei Systeme anwendet. Das GESTRA-Radarsystem wird zur Verfolgung von Objekten im erdnahen Orbit genutzt. Um die erfassten Erscheinungen näher zu beobachten, wird das Weltraumbeobachtungsradar TIRA verwendet. Des Weiteren unterstützen Teleskope das ASOC.

## Kooperationen mit anderen Organisationen

### Weltraumkommando der Bundeswehr
Das Weltraumkommando der Bundeswehr (WRKdoBw) ist eine Kommandobehörde der Luftwaffe und ging im Juli 2021 aus dem Air and Space Operations Centre hervor.

### Weltraumlagezentrum
Das Weltraumlagezentrum (WRLageZ) ist ein gemeinsames Projekt der Bundeswehr und des Deutschen Zentrums für Luft- und Raumfahrt. Es hat die Aufgabe zivile und militärische Systeme im Weltraum zu schützen. Da das WRLageZ nicht alle Facetten berücksichtigt, sollen Aufgabenbereiche zur ASOC übergehen. So sollen zum Beispiel Hard- und Software übernommen werden. Das Weltraumlagezentrum wurde im Juli 2021 in das Weltraumkommando der Bundeswehr eingegliedert.

### Deutsches Zentrum für Luft- und Raumfahrt
Das Deutsche Zentrum für Luft- und Raumfahrt (DLR) ist das Forschungszentrum für Luft- und Raumfahrttechnik der Bundesrepublik Deutschland. Das Radarsystem GESTRA wurde von der DLR genutzt und auch in Auftrag gegeben. Bisher arbeiten die Bundeswehr und das Forschungsinstitut beim Weltraumlagezentrum zusammen.

### Fraunhofer Institut
Das Fraunhofer Institut ist eine Organisation für angewandte Forschungs- und Entwicklungsdienstleistungen. Die Luftwaffe verwendet die Daten und Analysen des TIRA Systems, welches vom Fraunhofer Institut entwickelt wurde.